# Duke Nalon
Dennis Clayton Nalon, detto Duke (Chicago, 2 marzo 1913 – Indianapolis, 26 febbraio 2001), è stato un pilota automobilistico statunitense.
Corse 10 volte la 500 Miglia di Indianapolis tra il 1938 e 1953, facendo segnare 2 pole-position e raccogliendo un terzo posto nel 1947.
Tra il 1950 e il 1960 la 500 Miglia di Indianapolis faceva parte del Campionato mondiale di Formula 1, per questo motivo Nalon ha all'attivo anche 3 Gran Premi e una pole-position in F1.
Nalon è stato sepolto presso il cimitero nord di Washington ad Indianapolis, Indiana.

## Risultati in Formula 1
| 1950 | Scuderia   | Vettura      |  |  |    |  |  |  |  |  |  | Punti | Pos. |
| ---- | ---------- | ------------ |  |  | -- |  |  |  |  |  |  | ----- | ---- |
| 1950 | Novi Mobil | Kurtis Kraft |  |  | NQ |  |  |  |  |  |  | 0     |      |

| 1951 | Scuderia   | Vettura      |  |     |  |  |  |  |  |  |  | Punti | Pos. |
| ---- | ---------- | ------------ |  | --- |  |  |  |  |  |  |  | ----- | ---- |
| 1951 | Novi Mobil | Kurtis Kraft |  | Rit |  |  |  |  |  |  |  | 0     |      |

| 1952 | Scuderia   | Vettura      |  |     |  |  |  |  |  |  |  | Punti | Pos. |
| ---- | ---------- | ------------ |  | --- |  |  |  |  |  |  |  | ----- | ---- |
| 1952 | Novi Mobil | Kurtis Kraft |  | Rit |  |  |  |  |  |  |  | 0     |      |

| 1953 | Scuderia   | Vettura      |  |     |  |  |  |  |  |  |  | Punti | Pos. |
| ---- | ---------- | ------------ |  | --- |  |  |  |  |  |  |  | ----- | ---- |
| 1953 | Novi Mobil | Kurtis Kraft |  | Rit |  |  |  |  |  |  |  | 0     |      |

| 1954 | Scuderia   | Vettura      |  |    |  |  |  |  |  |  |  | Punti | Pos. |
| ---- | ---------- | ------------ |  | -- |  |  |  |  |  |  |  | ----- | ---- |
| 1954 | Novi Mobil | Kurtis Kraft |  | NQ |  |  |  |  |  |  |  | 0     |      |

| Legenda | 1º posto     | 2º posto | 3º posto    | A punti         | Senza punti/Non class.  | Grassetto – Pole position Corsivo – Giro più veloce |
| Legenda | Squalificato | Ritirato | Non partito | Non qualificato | Solo prove/Terzo pilota | Grassetto – Pole position Corsivo – Giro più veloce |